# لاست (فصل ۴)
پخش فصل چهارم سریال تلویزیونی آمریکایی لاست از شبکه ای‌بی‌سی در ایالات متحده و از سی‌تی‌وی در کانادا در ۳۱ ژانویه ۲۰۰۸ آغاز شد و در ۲۹ مه ۲۰۰۸ به پایان رسید. ادامه داستان گروهی از بازماندگان تقریباً ۴۰ نفری است که در جزیره ای دورافتاده در اقیانوس آرام سقوط کرده‌اند. داستان ۹۳ روز پس از سقوط ادامه می‌یابد، زیرا آنها توسط گروهی از ساکنان مرموز جزیره که آنها را «دیگران» می‌نامند، علیه یکدیگر قرار می‌گیرند.
فصل چهارم به دلیل فلش فوروارد، سرعت و شخصیت‌های جدیدش مورد تحسین قرار گرفت.
فصل چهارم از ۳۱ ژانویه تا ۲۰ مارس ۲۰۰۸ پنجشنبه‌ها ساعت ۲۱:۰۰ و از ۲۴ آوریل تا ۱۵ مه ۲۰۰۸ ساعت ۲۲:۰۰ از کانال ای‌بی‌سی پخش شد.

## تولید
در ابتدا قرار بود این فصل شامل شانزده قسمت باشد. هشت قسمت قبل از شروع اعتصاب ۲۰۰۷–۲۰۰۸ نویسندگان آمریکایی نوشته شده بود. پس از قطعنامه اعتصاب، اعلام شد که تنها پنج قسمت دیگر برای تکمیل فصل تولید خواهد شد. با این حال، فیلمنامه فصل پایانی آنقدر طولانی بود که مدیران شبکه تولید اپیزود چهاردهم را به عنوان بخشی از یک فصل پایانی سه ساعته در دو شب تأیید کردند.

## بازیگران

### شخصیت‌های اصلی
- نوین اندروز در نقش: سعید جراح
- هنری ایان کوسیک در نقش: دزموند هیوم
- جرمی دیویس در نقش: دنیل فارادی
- امیلی دی راوین در نقش: کلر لیتلتون
- مایکل امرسون در نقش: بنجامین لینوس
- متیو فاکس در نقش: جک شپرد
- هورهه گارسیا در نقش: هوگو هارلی ریس
- جاش هالووی در نقش: جیمز ساویر فورد
- دنیل دای کیم در نقش: جین‌سو ون
- یونجین کیم در نقش: سان‌ها ون
- کن لئونگ در نقش: مایلز استرام
- اوانجلین لیلی در نقش: کیت آستن
- ربکا میدر در نقش: شارلوت لوئیس
- الیزابت میچل در نقش: ژولیت برک
- دامینیک مانهن در نقش: چارلی پیس
- تری اوکوئین در نقش: جان لاک
- هارولد پرینو مایکل داوسون

### شخصیت‌های دوره‌ای و مهمان
- جفری‌دیوید فاهی فرانک لاپیدوس
- کوین دورند در نقش: مارتین کیمی
- ال اسکات کالدول و سم اندرسون در نقش: رز و برنارد ندلر
- جان تری در نقش: در نقش: کریستین شپرد
- مارشا توماسون در نقش: نائومی دوریت
- مارک وان در نقش: ری
- الن داله در نقش: چارلز ویدمور
- میرا فورلان در نقش: دنیله روسو
- تانیا ریموند در نقش: الکس روسو
- مایکل بوون درنقش: دنی پیکت
- نستر کاربونل در نقش: ریچارد آلپرت
- گرانت باولر در نقش: گالت
- فیشر استیونس در نقش: جورج مینکوفسکی
- زویی بل در نقش: رجینا
- لنس ردیک در نقش: متیو
- مالکوم دیوید کلی در نقش: والت لوید
- سینتیا واتروس در نقش: لیبی

## قسمت‌ها
| شم. کلی                                    | شم. در فصل  | عنوان                                 | کارگردان                       | نویسنده                              | Featured character(s)            | تاریخ انتشار اصلی | U.S. تعداد بیننده (میلیون) |
| ------------------------------------------ | ----------- | ------------------------------------- | ------------------------------ | ------------------------------------ | -------------------------------- | ----------------- | -------------------------- |
| ۷۳                                         | ۱           | «The Beginning of the End»            | Jack Bender                    | Damon Lindelof & Carlton Cuse        | Hurley                           | ۳۱ ژانویه ۲۰۰۸    | 16.07                      |
| ۷۴                                         | ۲           | «Confirmed Dead»                      | Stephen Williams               | Drew Goddard & Brian K. Vaughan      | Faraday, Charlotte, Miles, Frank | ۷ فوریه ۲۰۰۸      | 15.06                      |
| ۷۵                                         | ۳           | «The Economist»                       | Jack Bender                    | Edward Kitsis & Adam Horowitz        | Sayid                            | ۱۴ فوریه ۲۰۰۸     | 13.62                      |
| ۷۶                                         | ۴           | «Eggtown»                             | Stephen Williams               | Elizabeth Sarnoff & Greggory Nations | Kate                             | ۲۱ فوریه ۲۰۰۸     | 13.53                      |
| ۷۷                                         | ۵           | «The Constant»                        | Jack Bender                    | Carlton Cuse & Damon Lindelof        | Desmond                          | ۲۸ فوریه ۲۰۰۸     | 12.85                      |
| ۷۸                                         | ۶           | «The Other Woman»                     | Eric Laneuville                | Drew Goddard & Christina M. Kim      | Juliet                           | ۶ مارس ۲۰۰۸       | 12.90                      |
| ۷۹                                         | ۷           | «Ji Yeon»                             | Stephen Semel                  | Edward Kitsis & Adam Horowitz        | Sun & Jin                        | ۱۳ مارس ۲۰۰۸      | 11.87                      |
| ۸۰                                         | ۸           | «Meet Kevin Johnson»                  | Stephen Williams               | Elizabeth Sarnoff & Brian K. Vaughan | Michael                          | ۲۰ مارس ۲۰۰۸      | 11.28                      |
| ۸۱                                         | ۹           | «The Shape of Things to Come»         | Jack Bender                    | Brian K. Vaughan & Drew Goddard      | Ben                              | ۲۴ آوریل ۲۰۰۸     | 12.33                      |
| ۸۲                                         | ۱۰          | «Something Nice Back Home»            | Stephen Williams               | Edward Kitsis & Adam Horowitz        | Jack                             | ۱ مه ۲۰۰۸         | 11.14                      |
| ۸۳                                         | ۱۱          | «Cabin Fever»                         | Paul Edwards                   | Elizabeth Sarnoff & Kyle Pennington  | Locke                            | ۸ مه ۲۰۰۸         | 11.28                      |
| ۸۴                                         | ۱۲          | «There's No Place Like Home (Part 1)» | Stephen Williams               | Damon Lindelof & Carlton Cuse        | Jack, Hurley, Sayid, Sun, Kate   | ۱۵ مه ۲۰۰۸        | 11.40                      |
| «There's No Place Like Home (Parts 2 & 3)» | Jack Bender | Carlton Cuse & Damon Lindelof         | Jack, Hurley, Sayid, Sun, Kate | ۲۹ مه ۲۰۰۸                           | 12.20                            |                   |                            |
| «There's No Place Like Home (Parts 2 & 3)» | Jack Bender | Carlton Cuse & Damon Lindelof         | Jack, Hurley, Sayid, Sun, Kate | ۲۹ مه ۲۰۰۸                           | 12.20                            |                   |                            |

## بازخورد
در راتن تومیتوز، این فصل دارای رتبه محبوبیت ۸۸٪ با میانگین امتیاز ۸٫۶/۱۰ بر اساس ۲۵ بررسی است. اجماع انتقادی این وب‌سایت می‌گوید: «لاست در فصل چهارم موج خود را دوباره به دست می‌آورد که جایگاه سریال را به‌عنوان یکی از منحصربه‌فردترین اقدامات تلویزیون تأیید می‌کند».
مجله تایم، لاست را به عنوان هفتمین سریال برتر تلویزیونی سال ۲۰۰۸ معرفی کرد و فصل چهارم را به خاطر «داستان سفر در زمان و مکان به طرزی خوشمزه» ستایش کرد. دان ویلیامز از بادی تی‌وی «آغاز پایان» را «مورد انتظارترین فصل سال» نامید و مایکل آئوزیلو آخرین ساعت فصل چهارم لاست را «مورد انتظارترین ۶۰ دقیقه تلویزیون» تمام سال نامید.